# ポドヴェルカ
ポドヴェルカ (Podvelka) は、スロベニアの市である。